# Droga wojewódzka nr 749
Droga wojewódzka nr 749 (DW749) – droga wojewódzka w województwach: świętokrzyskim i mazowieckim o długości 25 km łącząca DW728 w Końskich z DW727 w Przysusze. Droga przebiega przez 2 powiaty; konecki i przysuski.

## Miejscowości leżące przy trasie DW749
- Końskie
- Rogów
- Młynek Nieświński
- Nieświń
- Fidor
- Ruski Bród
- Kuźnica
- Janów
- Drutarnia
- Przysucha